# День Северного флота
День Северного флота (или День Северного флота ВМФ России, День рождения Северного флота ВМФ России) — российский праздник, ежегодно отмечаемый 1 июня в честь создания в 1933 году Северной военной флотилии, с 11 мая 1937 года получившей название Северного флота.
Праздник установлен приказом Главнокомандующего ВМФ России адмиралом флота Феликса Громова № 253, от 15 июля 1996 года, «О введении годовых праздников и профессиональных дней по специальности».

## История
День Северного флота установлен приказом Главнокомандующего ВМФ России адмиралом флота Ф. Н. Громова № 253, от 15 июля 1996 года, «О введении годовых праздников и профессиональных дней по специальности». Празднуется ежегодно 1 июня.
История Северного флота ВМФ России в организационном плане начинается c 1 июня 1933 года: в тот день на основе циркуляра начальника Штаба РККА Александра Егорова была сформирована Северная военная флотилия. Местом её базирования был определён Мурманск, куда с Балтики были переведены два отряда надводных кораблей и подводных лодок. Тогда же началось строительство первой военно-морской базы в Полярном. 11 мая 1937 года приказом Народного комиссара обороны СССР Климента Ворошилова Северная военная флотилия была переименована в Северный флот.
Первая эскадра кораблей Северного флота была построена гораздо раньше — в 1733 году вместе с созданием военного порта в Архангельске, и эта дата стала вехой зарождения военно-морских сил России на Севере. Зоной ответственности данного формирования были Белое море и побережье Кольского полуострова. Первым командующим Архангельским военным портом был назначен вице-адмирал Пётр Бредаль.
Приказом главкома ВМФ России адмирала Виктора Чиркова от 25 мая 2014 года основанием Северного флота было определено считать 1733 год.
Некоторые историки считают, что историю Северного флота необходимо вести с 1693 года — с указа царя Петра I о закладке в Архангельске Соломбальской верфи для постройки военных кораблей.

## Описание
Основные торжества в День Северного флота проходят в Североморске. В ходе празднования проводятся торжественные построения личного состава, военно-патриотические акции, спортивные и развлекательные мероприятия, показы авиационной техники, организуются свободные посещения военных кораблей.